# 竖开铁路
竖开铁路是河南省地方窄轨铁路。线路自朝杞地方铁路竖岗站向北引出，途经通许县，进入开封县境内，止于土柏岗站。铁路全长45公里，共有车站6个。建于1990年。隶属河南省地方铁路总公司新郑分局管辖。
目前该线路的开封至竖岗段正准备并入新建的新开铁路（新密至开封货运铁路）。

## 车站列表
- 竖岗站:

位于通许县竖岗镇，离土柏岗站45公里，办理货运营业。
- 孙营站:

位于通许县孙营乡，离竖岗站10公里，离土柏岗站35公里，办理货运营业。
- 边岗站:

位于开封县后边岗村，离竖岗站20公里，离土柏岗站25公里，办理货运营业。
- 范村站:

站址在开封县范村乡，离竖岗站29公里，离土柏岗站16公里，办理货运营业。
- 开封县站:

位于开封县城关镇，离竖岗站39公里，离土柏岗站6公里，办理货运营业。
- 土柏岗站:

位于开封市土柏岗乡，离竖岗站45公里，办理货运营业。